# Volgogradski Prospekt
Volgogradski Prospekt (Russisch: Волгоградский проспект uitspraakⓘ) is een station aan de Tagansko-Krasnopresnenskaja-lijn van de Moskouse metro. 

## Geschiedenis
In de plannen uit 1933 voor de metro waren vijf lijnen opgenomen echter zonder lijn naar het zuidoosten. Nadat de bouw van een ringlijn was voorgesteld werden diverse varianten uitgewerkt en  in 1938 lag er een aangepast plan voor het metronet met onder andere een lijn naar het zuidoosten. Deze Tagansko-Timirjazevskaja-lijn zou ten zuiden van Taganskaja onder de huidige Volgogradski Prospekt naar station Ostapova lopen waar de toen voorgestelde ringlijn gekruist zou worden. De Tagansko-Timirjazevskaja-lijn zou ten zuiden van Ostapova naar het oosten afbuigen en via Nizjegorodskaja station Rjazanski Prospekt bereiken, waar ook een depot zou komen. De werkplaats van de lijn zou ten zuiden van de Moskouse centrale ringlijn worden gebouwd en met een aftakking vlak ten zuiden van Ostapova worden aangesloten. Het tracé van de metroringlijn werd in 1943 vastgesteld en kwam dichter bij het centrum te liggen dan in de plannen van 1938. Na de Tweede Wereldoorlog werden de plannen voor de lijnen 6 en 7 aangpast en in 1957 werd besloten dat bij het Noginaplein de lijnen 6 en 7 elkaar zouden kruisen. De werkplaats verviel net als de overstap met de ringlijn en de lijn volgt de Volgogradski Prospekt nu verder naar het zuiden dan in het oorspronkelijke plan. Het station is iets noordelijker gebouwd dan de beoogde locatie van Ostapova. Op 31 december 1966 werd de Zjadanovsko-radius naar het zuidoosten, met onder andere station Volgogradski Prospekt, geopend. In 1991 is voorgesteld om het station om te dopen in Kallitniki. 

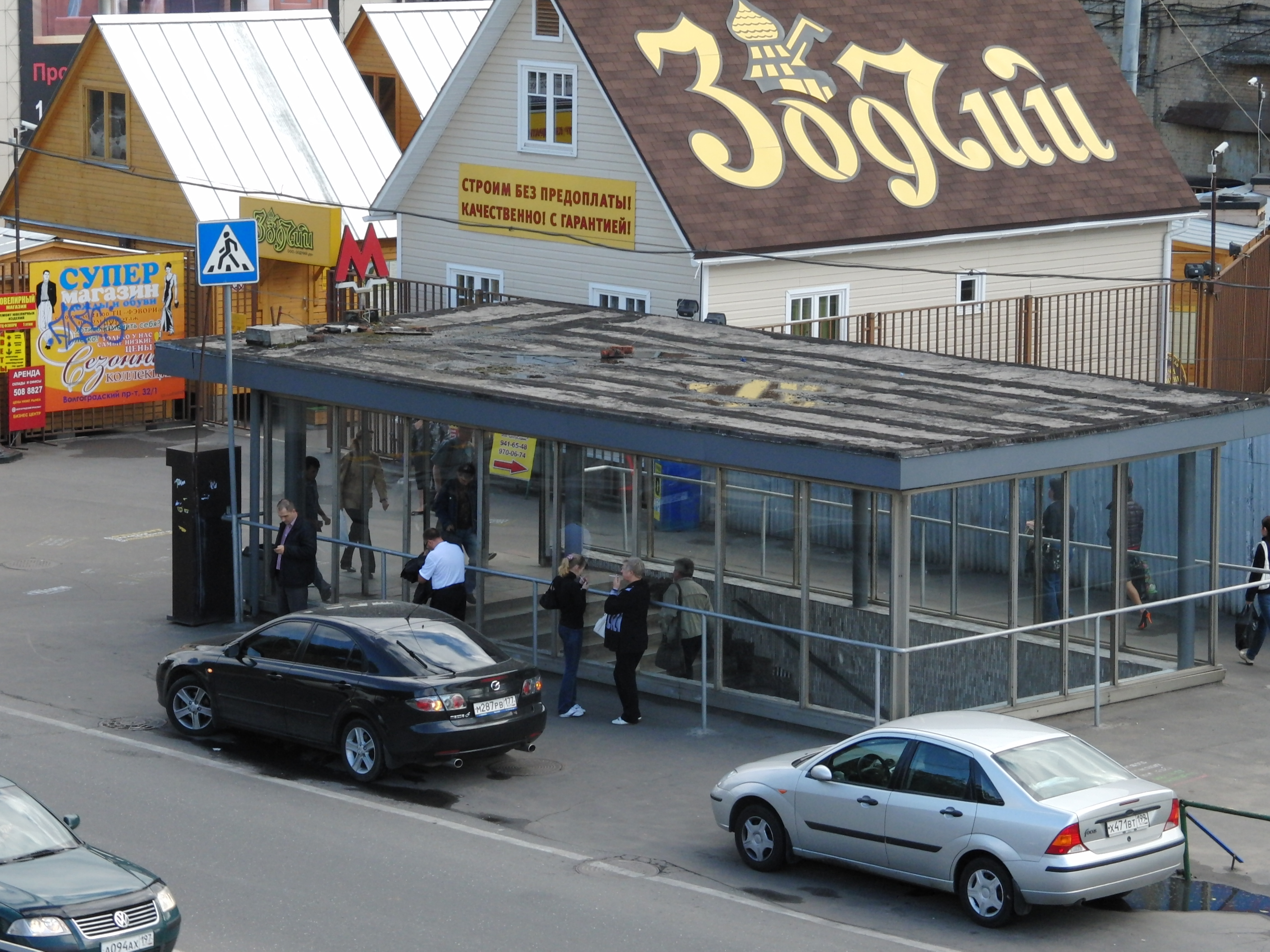
De toegang tot het station
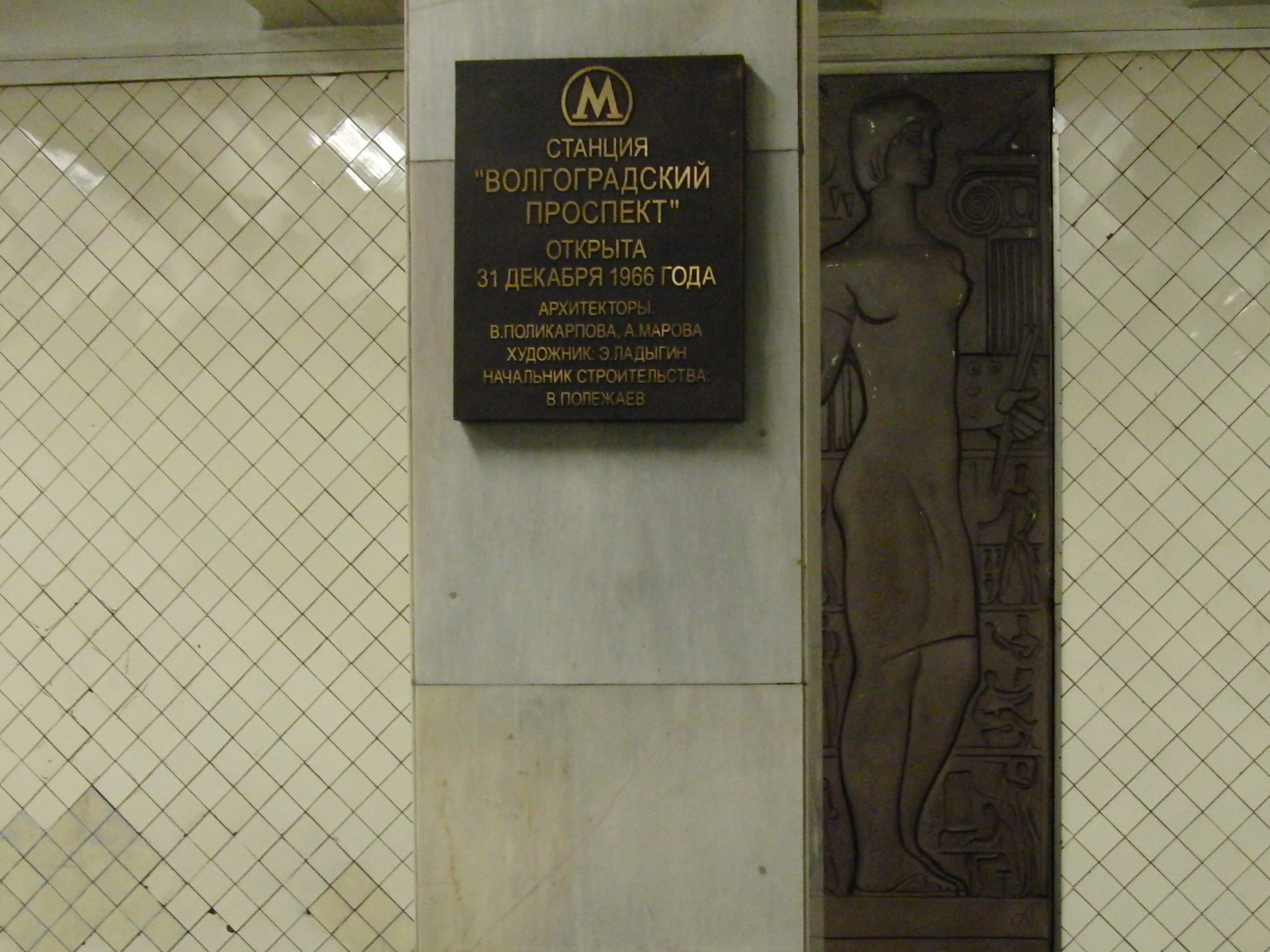
Het officiële naambord en daarachter een van de panelen op de tunnelwand
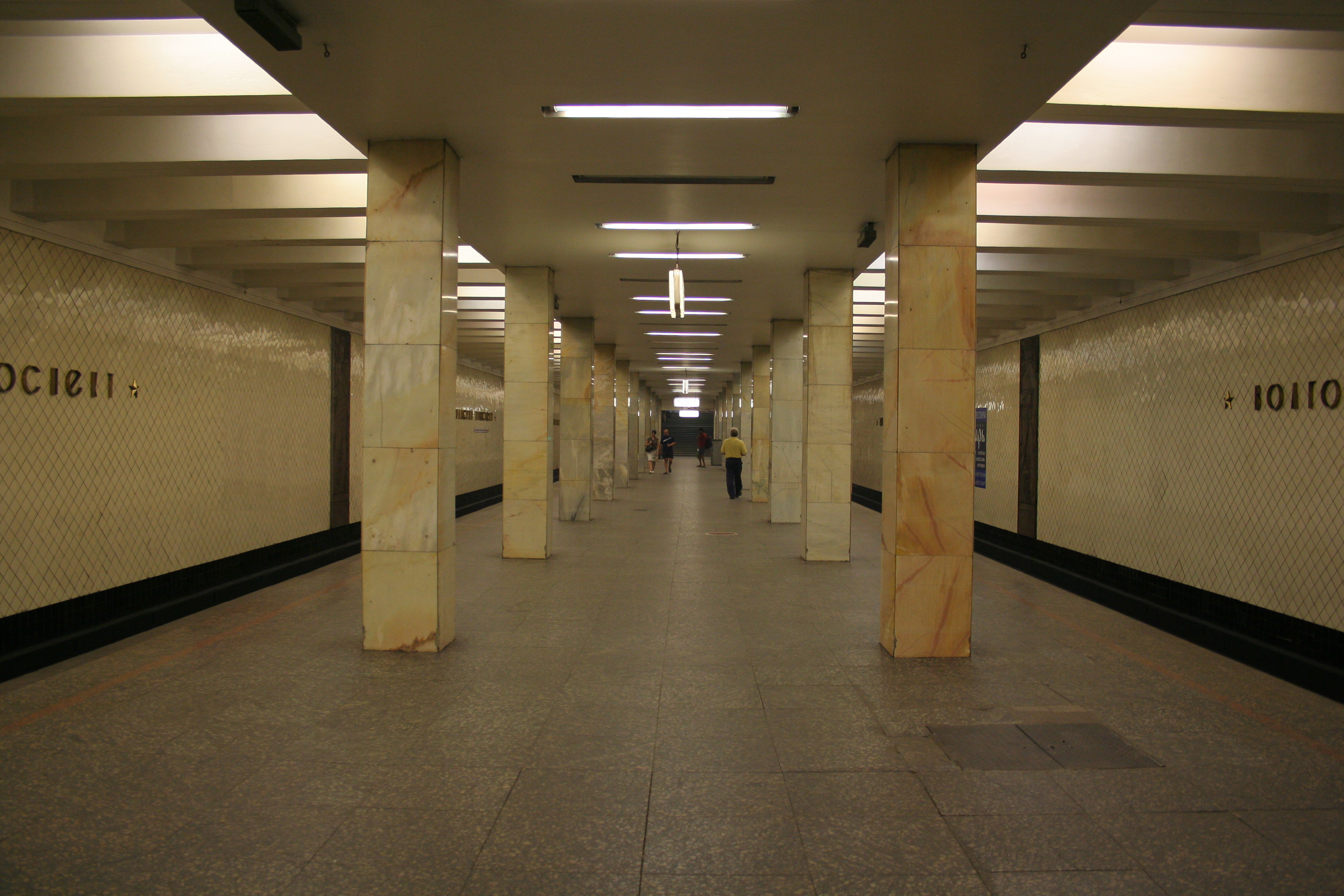
De duizendpoot

## Ligging en inrichting
Het station ligt ondergronds in een industriegebied waar de Volgogradski Prospekt via een brug een opstelterrein voor goederenwagons kruist. De toegangen liggen aan weerszijden van de spoorlijn ten westen van de brug. De toegangen zijn via een voetgangerstunnel verbonden met respectievelijk het noord- en zuid-einde van het perron. De architecten V.G. Polikarpova en A.A. Marova en de constructeurs A.I. Semjenov, L.V. Satskova en T.B. Potserova gingen uit van de duizendpoot, een standaardontwerp uit 1960 met geprefabriceerde onderdelen. Ze plaatsten de zuilen in twee rijen van 25 stuks met een onderlinge afstand van 6 meter. De vloer bestaat uit grijs graniet en de zuilen zijn in dit geval bekleed met wit marmer. Zoals het standaardontwerp zijn de tunnelwanden ook hier betegeld met witte tegels. Volgograd heette in de Tweede Wereldoorlog Stalingrad en de tunnelwanden zijn door kunstenaar E.M. Ladygin opgesierd met metalen panelen ter herinnering aan de Slag om Stalingrad in 1942-1943. Tijdens de bouw van het station werden scènes van de film “Я шагаю по Москве” (ik loop in Moskou) opgenomen. De hoofdpersoon van de film, vertolkt door Nikita Michalkov, is de jonge metro-bouwer Kolja. Ten zuiden van het station bevindt zich het een na langste stuk metrolijn zonder station. Van de 3,5 kilometer tot Tekstilsjtsjiki bevindt zich ruim 2,5 kilometer bovengronds. Ongeveer 700 meter voor Tekstilsjtsjiki ligt een kopspoor naast de doorgaande sporen dat gebruikt kan worden om treinen op te stellen.  

## Reizigersverkeer
Reizigers kunnen bij de noordelijke toegang overstappen op buslijn 386, bij de zuidelijke toegang stoppen de buslijnen 99, 161 en 186. Aan de onderkant van de zuidelijke helling van de brug ligt de halte van trolleybus 27 ongeveer 350 meter van de zuidelijke toegang. Nog verder naar het zuiden ligt Oegresjkaja aan de Moskouse centrale ringlijn. Hoewel de afstand tussen de stations ongeveer 1,25 kilometer is, is het sinds 1 januari 2017 officieel, feitelijk sinds oktober 2016, toegestaan om tussen de stations over te stappen zonder opnieuw het instaptarief te betalen. De eerste metro van de dag vertrekt op even dagen om 5:57 uur naar het zuiden, op oneven dagen door de week is dit 5:56 uur en in het weekeinde 5:55 uur. Richting het centrum is het eerste vertrekt om 5:46 uur, behalve op even dagen door de week als de eerste metro om 5:51 uur vertrekt.